# Kwantum
In de fysica is een kwantum of quantum de kleinste, ondeelbare hoeveelheid van een grootheid die bij een interactie betrokken kan zijn.
Hoeveelheden van de grootheid komen alleen voor in veelvouden van een kwantum. Men zegt dat de grootheid gekwantiseerd is. Een foton is een voorbeeld van een lichtkwantum. Sinds het ontstaan van de kwantumfysica zijn in dit onderzoeksgebied meerdere specialisaties ontstaan, waaronder: kwantummechanica, kwantumoptica, kwantumelektrodynamica (QED), kwantumchromodynamica (QCD), kwantumchemie en kwantuminformatica.

## Kwantummechanica
Het woord "kwantum" is afgeleid van het Latijnse "quantum" dat refereert aan een gehele hoeveelheid van iets (vragend: 'hoeveel?' en relatief: zoveel als). Dit is de basis van de kwantummechanica, namelijk, dat een fysische eigenschap (lading, spin, energie, pariteit e.d.) gekwantiseerd kan zijn.
Anders gezegd; een fysische eigenschap kan als geheel veelvoud van een basiseenheid worden weergegeven en zal altijd als een geheel veelvoud hiervan voorkomen in de natuur. Voor lading is deze basiseenheid de elektronlading.
Op de nog kleinere schaal van quarks is de basiseenheid overigens een derde van die lading. In tegenstelling tot lading is energie niet gekwantiseerd, hoewel de energie in elektromagnetische straling van een bepaalde frequentie slechts uit kwanta van de energie E van een foton kan bestaan. Deze energie van een foton is {\displaystyle E=h\cdot f} , waarin f de frequentie van het foton is en h de constante van Planck. In deze formule wordt vaak de frequentie gesubstitueerd door de lichtsnelheid gedeeld door de golflengte.

## Golf-deeltje-dualiteit
Een tweede basisidee van de kwantummechanica is de golf-deeltje-dualiteit. Deze stelt dat elk fysisch object zowel een deeltjes- als een golf-karakter heeft, waarbij de ene of de andere wordt waargenomen naargelang de manier waarop men observeert. Voor afmetingen die aanzienlijk groter zijn dan de debroglie-golflengte ({\displaystyle \lambda ={\tfrac {h}{p}}}) is kwantummechanica tot klassieke natuurkunde te herleiden. Als deze golflengte van dezelfde orde is als het object waarmee men interageert, dan moet men een kwantummechanische beschrijving gebruiken. Een mens en ook een auto kan zonder problemen als klassiek systeem beschouwd worden omdat hun afmeting ten opzichte van de debroglie-golflengte enorm groot is. Voor atomen en andere elementaire deeltjes is dit niet altijd het geval. Bij atomen in een bose-einsteincondensaat kan deze lengte vele centimeters bedragen en dan is er een macroscopisch systeem waar toch kwantummechanische effecten een rol spelen.
De kwantumfysica onderzoekt dus processen die zich in het kwantumregime afspelen; veelal is dit op atomair of subatomair niveau, maar soms kan dit ook een macroscopisch systeem zijn, waarvoor men wetmatigheden probeert op te sporen.
Er zijn recent pogingen ondernomen een kwantumcomputer te vervaardigen. De nano- of picocomputer moet gebruikmaken van kwantumeffecten om tot nu toe onuitvoerbare berekeningen aan te kunnen en zou bij verwezenlijking een nieuwe revolutionaire stap zijn en grote gevolgen hebben voor alle wetenschappen.